# Sistemes monetaris de tradició carolíngia
Els sistemes monetaris de tradició carolíngia son aquells que, tot i haver modificat substancialment les característiques monetàries fixades per Carlemany en el sistema monetari carolingi, mantingueren la seva terminologia i model comptable basat en la relació 1 ₤ :20 $ :240 đ. la terminologia derivada va ser adoptada a quasi tota l'Europa occidental i les seves colònies (excepte en el cas castellà). Aquests sistemes foren substituïts al llarg dels processos de decimalització dels sistemes monetaris, iniciats a França el 1795, amb la creació del franc i finalitzat a Nigèria l'1 de gener de 1973, quasi 1100 anys després de la seva creació.
Els termes idiomàtics poden ser molt diversos, especialment entre els països llatins i germànics, malgrat estar fonamentats en el mateix patró:
| Llatí:     | 240 denarius  | = | 20 solidus   | = | 1 libræ  |
| Català:    | 240 diners    | = | 20 sous      | = | 1 lliura |
| Francès:   | 240 deniers   | = | 20 sols      | = | 1 livre  |
| Italià:    | 240 denari    | = | 20 soldi     | = | 1 lira   |
| Portuguès: | 240 dinheiros | = | 20 soldos    | = | 1 libra  |
| Anglès:    | 240 pence     | = | 20 shillings | = | 1 pound  |
| Alemany:   | 240 pfennig   | = | 20 schilling | = | 1 pfund  |

## Història
Amb la descomposició de l'Imperi Carolingi, sorgiren noves entitats polítiques que o be havien heretat el caràcter sobirà precedent o l'anaren adquirint de manera més o menys ràpida i regulada; molts d'ells també frustraren aquest procés en quedar subsumits en entitats més poderoses que els incorporaren per vincles familiars, els infeudaren o els conqueriren. En definitiva, el final de l'Imperi Carolingi donà pas al feudalisme que, en la seva vessant estatal, es manifestà en un mosaic impressionant d'estats autònoms en distinta mesura, la majoria molt petits, que d'una manera molt fluida i dinàmica anaren canviant i evolucionant en sentit unificador o autònom segons els territoris; dinàmiques que finalment es resolgueren en un sentit centralitzador, al segle XII-XV a França i la Corona d'Aragó o al segle xix amb les unificacions alemanya i italiana, tot i que encara subsisteixen alguns microestats romanents com Andorra, Liechtenstein, Luxemburg, San Marino…
Una gran part d'aquests nous estats i senyories postimperials varen fer-se càrrec dels drets de la moneda i en general seguiren alguns dels paràmetres formals del model carolingi, modificant distints aspectes que anaren modelant sistemes intrínsecament molt diferents a l'original i que s'anaren succeint al llarg de més de mil anys d'història, tot i que amb certa coherència global segons el moment històric en que transitaven i els esdeveniments econòmics fonamentals, més o menys compartits pel context regional europeu, fins i tot més enllà dels límits estrictes de l'Imperi Carolingi, primer, i per àmplies zones del planeta colonitzades pels estats europeus occidentals del nord dels Pirineus (especialment Gran Bretanya, França i Països Baixos) i també per Portugal, més tard.
Les causes d'aquests canvis tenen a veure amb la resolució de tensions més o menys intenses al llarg de la història, entre les que es poden citar:
- L'ambició d'obtenir el màxim benefici per part de la autoritat emissora, que precisa deteriorar-ne qualitat, i la necessitat de la població, especialment dels comerciants, de tenir una moneda solvent i funcional, que exigirà una bona qualitat. Conflicte que es resolgué amb la implantació del tribut del monedatge i/o distints mecanismes de control monetari per part de les corporacions territorials.
- Les crisis de disponibilitat o d'excedent de matèria primera, especialment metalls preciosos.
- El desequilibri financer deficitari entre els costos de producció, causats per l'increment del preu de les matèries primeres i/o dels costos salarials dels moneders, i el valor intrínsec de la moneda resultant.
- La impossibilitat de la moneda existent d'atendre la seva funció de mitjà de pagament per a mercaderies d'alt cost, que obligà a disposar d'una moneda de plata d'alt valor i a la reintroducció de l'or.
- La necessitat de donar una nova identitat, en aparença i terminologia, a les monedes de valor alt per evitar confusions i que acabaren per relegar el diner, el valor més alt a l'alta edat mitjana, en darrer lloc del con monetari, en la majoria de llocs ja a la fi de la baixa edat mitjana.
- Molt més modernament, donar resposta a la fiduciarització.

Tots aquests factors i d'altres permeten diferenciar el model pròpiament carolingi, sobre una base de 434,8 g d'argent fi = 1 lliura, dels seus derivats entre els que podem arribar a trobar en el segle XX que en una lliura no hi hagi, ni estigui suportat, per un sòl gram d'argent.

## Restes terminològiques residuals
En alguns països malgrat la decimalització, les monedes han conservat denominacions de tradició carolíngia encara que aquests noms són l'únic rastre conservat del model; la lliura esterlina i els penics britànics, són exemples actualment (2018) vigents.